# Curb
Curb es el álbum debut de la banda canadiense de grunge, Nickelback publicado en 1996 de manera independiente. El nombre del disco y el título de la canción del mismo nombre fueron llamados así por Chad Kroeger, ya que un amigo suyo llamado Kirby había ido a visitar a su novia, pero estrelló su automóvil contra el vehículo de su novia, ya que ella también iba a verlo, sin el conocimiento suyo. Esta es la razón de que aparezca la imagen de un coche destrozado en la versión original del álbum, y el camino en la imagen del relanzamiento. En 1996 se vendieron 100 000 ejemplares de forma independiente, y cuando la producción fue republicada en 2002, trazó en los álbumes del Billboard 200, en el puesto 182.
El único sencillo de este álbum fue "Fly".

## Lista de canciones
1. "Little Friend" – 3:48
2. "Pusher" – 4:00
3. "Detangler" – 3:41
4. "Curb" – 4:51
5. "Where?" – 4:27
6. "Falls Back On" – 2:57
7. "Sea Groove" – 3:58
8. "Fly" – 2:53
9. "Just Four" (fue relanzado en Silver Side Up, como Just For) – 3:54
10. "Left" – 4:03
11. "Window Shopper" – 3:42
12. "I Don't Have" – 4:07

- Datos: Q1767792